# Missionen (film)
|  | Denne artikel er oprettet af botten Steenthbot ud fra en ekstern database. Den kan derfor have sproglige fejl eller mangler. Denne skabelon kan fjernes efter kontrol af indholdet. |

 For alternative betydninger, se Missionen. (Se også artikler, som begynder med Missionen)
Missionen er en dansk kortfilm fra 1987 instrueret af Terje Dragseth og efter manuskript af Terje Dragseth og Mikael Olsen.

## Handling
Jiskas holdes fængslet, anklaget for organisering af terrorvirksomhed. Forhørslederen lover ham løsladelse på én betingelse: han skal fungere som dobbeltagent og neutralisere den muldvarp, som er placeret i statsministeriet.

## Medvirkende
- Kim Jansson, Jiskas
- Anders Hove, Forhørslederen
- Paul Hagen, Samleren
- Charlotte Toft, Nana
- Chili Turèll, Hotelværtinden
- Cecilie Brask
- Klaus Haase
- Steen Jørgensen